# St. Jo (Teksas)
St. Jo je grad u američkoj saveznoj državi Teksas. Prema popisu stanovništva iz 2010. u njemu je živjelo 1.043 stanovnika.